# Nyadjida
Nyadjida (Ngnandjida) est un village du Cameroun situé dans le département du Djérem et la région de l'Adamaoua. Il fait partie de la commune de Tibati.

## Population
En 1967, Nyadjida comptait 83 habitants, principalement Baboute. Lors du recensement de 2005, le village était habité par 81 personnes, 49 de sexe masculin et 32 de sexe féminin.